# Рильська фортеця
Рильська фортеця — прикордонна фортеця східної частини Русі, яка розташовувалась на найвищій частині берегової гряди в околицях «Гори Івана Рильського». Звідси у ХІІ столітті виступала дружина в похід Ігоря Святославовича проти половців, про який йдеться у «Слові о полку Ігоревім».
У XVI-XVII століттях фортеця мала велике стратегічне значення, — на заході від неї проходив кордон з Литвою, а на півдні знаходилось Дике Поле. Саме тоді Рильськ увійшов у найпівденнішу укріплену оборонну лінію, яка захищала руські землі від набігів кримських татар.
В кінці XVII століття кордон Московського царства було відсунуто від Рильська на південь та захід, що призвело до втрати містом колишнього значення важливого стратегічного пункту. Остаточно ж Рильськ, як місто-фортеця, втратив своє значення після Полтавської битви.
Зараз на місці фортеці — домінанті, що підноситься над сучасним містом, зведено каплицю на честь преподобного Іоанна Рильського.

## Опис фортеці
Укріплення мали вигляд дитинця, який був центром внутрішньої фортеці, що складалась з дубових стін заввишки до 6 метрів і дев'яти веж. Зовні була оточена ровом із земляними валами з п'ятьма недобудованими вежами. Кожна башта мала свою назву і призначення. Велика Воскресенська вежа була шестистінною, проїзною, заввишки більше 15-ти метрів. У ній знаходився вістовий дзвін вагою в дев'ять з половиною пудів. У двох метрах від неї знаходилася Мала чотирьохстінна вежа, без верху, висотою в п'ять метрів з проїзними воротами. Фортифікаційні вежі мали добре для того часу озброєння.
Поблизу фортечних мурів на горі стояли дві церкви: Іоанна Рильського і Миколаївський собор.